# Domitrio
Domitrio, ursprünglich Settrio, ist ein abstraktes Lege- und Strategiespiel für zwei bis sechs Personen, das von Mark Fuchs entwickelt wurde und bei dem amerikanischen Verlag Maranda Games erschien. Das Spiel verbindet Elemente des Domino-Spiels und anderen Anlegespielen wie Qwirkle. 2013 wurde Domitrio in die Empfehlungsliste „Mensa Recommended Games“ zum Mensa Select des Verbandes Mensa International aufgenommen.

## Hintergrund und Spielmaterial
Domitrio besteht aus einem Set von 36 dominoartigen Legesteinen, die jeweils aus zwei wabenförmigen, sechsseitigen Einzelteilen bestehen. Auf diesen befindet sich jeweils eines von drei Symbolen (Stern, Kreis und Sechseck) in jeweils einer von drei Farben (gelb, rot und blau). Keines der Doppelplättchen kommt dabei zweifach vor. Hinzu kommt ein sechsseitiger Würfel, auf dessen Seiten sich die drei Symbole in schwarz und drei Farbflächen mit den drei Farben befinden. Ziel des Spiels ist es, die eigenen Spielsteine vollständig in das entstehende Legemuster abzulegen und damit das Spiel zu gewinnen.

## Spielablauf
Zur Spielvorbereitung werden alle Legesteine verdeckt in der Tischmitte gemischt und bilden den Nachziehpool. Jeder Spieler bekommt fünf von den Plättchen und stellt diese so vor sich auf, dass sie für andere Spieler nicht sichtbar sind. Ein Plättchen wird umgedreht und stellt das Startplättchen für die Ablage dar.
Ein Startspieler beginnt das Spiel, danach spielen alle anderen Spieler im Uhrzeigersinn. Der jeweils aktive Spieler bekommt den Würfel und wirft diesen, sodass er entweder ein Symbol oder eine Farbe zeigt. Der Spieler versucht nun, eines seiner Plättchen an die bereits ausliegenden Spielsteine anzulegen. Der neue Stein muss dabei an eine bereits ausliegende Plättchenhälfte angelegt werden, die dem Würfelergebnis entspricht, und er muss mit dem neuen Plättchen jeweils mindestens ein Set vervollständigen. Ein Set besteht dabei entweder aus drei nebeneinander liegenden Symbolen, die in Farbe oder Symbol übereinstimmen oder sich in beiden Eigenschaften unterscheiden. Korrekte Sets sind entsprechend:
- drei Symbole gleicher Farbe mit drei unterschiedlicher Form,
- drei Symbole gleicher Form mit drei unterschiedlichen Farben, oder
- drei unterschiedliche Formen mit drei unterschiedlichen Farben.

Zugleich darf das neu angelegte Teil kein zusätzliches ungültiges Set in einer anderen Richtung bilden.
Hat ein Spieler kein Teil, das zugleich an ein passendes ausliegendes Teil angelegt werden kann und ein gültiges Set bildet, zieht er einen der Spielsteine aus dem Nachziehpool. Nachdem der Spieler entweder ein Teil angelegt oder ein neues Teil nachgezogen hat, gibt er den Würfel an den nächsten Spieler weiter.
Wenn es einem Spieler gelingt, seinen letzten Spielstein in seinem Zug korrekt in die Ablage zu bringen, beendet dieser das Spiel und ist Gewinner der Runde.

## Ausgaben und Rezeption
Das Spiel Domitrio wurde von Mark Fuchs entwickelt und erschien 2012 bei dessen Spiele-Kleinverlag Maranda Games in Mequon, Wisconsin. Im Jahr 2013 wurde das Spiel in die Empfehlungsliste „Mensa Recommended Games“ zum Mensa Select des Verbandes Mensa International aufgenommen. Im deutschsprachigen Raum ist das Spiel nicht erschienen.

## Belege
1. 1 2 3 4  Spieleanleitung Domitrio (Memento des Originals vom 26. Oktober 2019 im Internet Archive)  Info: Der Archivlink wurde automatisch eingesetzt und noch nicht geprüft. Bitte prüfe Original- und Archivlink gemäß Anleitung und entferne dann diesen Hinweis. bei Maranda Games; abgerufen am 26. Oktober 2019.
2. ↑  Mensa Recommended Games; Datenbank mit allen Gewinnerspielen der Auszeichnung Mensa Select mit Auswahlmenü; abgerufen am 26. Oktober 2019.